# Vlajka Britského antarktického území

Vlajka Britského antarktického území
Poměr stran: 1:2

Vlajka Britského antarktického území, neobydleného zámořského území Spojeného království (dle Antarktického smluvního systému jsou však pozastaveny veškeré nároky suverénních států), je tvořena bílým listem, s britskou vlajkou v kantonu, o poměru stran 1:2, se znakem území ve vlající části. Znak (zavedený v roce 1963) je široký 4/9 šířky listu.
Pochodeň ve štítu znaku, stejně jako bílá barva vlajky symbolizuje výzkum polárních oblastí a připomíná geografickou polohu území. Lev symbolizuje britskou svrchovanost a tučňák typického představitele místní fauny.
Nejvyšším představitelem území je britský komisař, užívající britskou vlajku (o poměru stran 1:2) s bílým kruhovým polem uprostřed lemovaným zelenou girlandou,ve kterém je úplný znak území. Znak ve vlajce komisaře Britského antarktického území není při menším rozměru příliš zřetelný, britský vexilolog William Crampton navrhoval vlajku s tučňákem ve vlající části (není obrázek).

Vlajka komisaře Britského antarktického území Poměr stran: 1:2

## Historie
Britské antarktické území vzniklo 3. března 1962. Bylo řízeno vysokým komisařem sídlícím na Falklandách, od roku 1988 komisařem, který sídlí od roku 1998 v Londýně a je přímo spravováno britským Ministerstvem zahraničí („Foreign and Commonwealth Ofﬁce”).
30. května 1969 byla zavedena vlajka tohoto území, která byla tvořena britskou modrou služební vlajkou (Blue Ensign) o poměru stran 1:2, se štítem znaku Britského antarktického území (anglicky badge) umístěným ve vlající části. Štít znaku (platného dodnes) je stříbrný se třemi modrými vlnitými pruhy, překrytými částečně červeným klínem se zlatou pochodní. Nebylo zcela jasné, zda je vlajka určena pro výzkumné lodě, operující v oblasti, či je to vlajka teritoria.

Vlajka Britského antarktického území (1969–1998) Poměr stran: 1:2

V dubnu 1998 podepsala britská královna Alžběta II. znakové privilegium (Royal Warrant), kterým zavedla vlajku teritoria a komisaře.